# Светски куп у ватерполу 1981.
2. Светски куп у ватерполу под покровитељством ФИНЕ је одржан од 25. априла до 3. маја у Лонг Бичу у Сједињеним Америчким Државама. 
Учествовало је 8 репрезентација које су играле по једноструком бод систему, а победник је била екипа Совјетског Савеза која је сакупила највише бодова у својих 7 утакмица.

## Учесници
- Аустралија
- Бугарска
- Југославија
- Куба
- Мађарска
- Сједињене Државе
- Совјетски Савез
- Шпанија

## Резултати
- Напомена: Утакмице нису игране по редоследу који је приказан у наставку чланка.

|  | Совјетски Савез | 15 : 5 | Бугарска |  |

|  | Југославија | 6 : 4 | Аустралија |  |

|  | Куба | 9 : 8 | Мађарска |  |

|  | Сједињене Државе | 4 : 4 | Шпанија |  |

|  | Совјетски Савез | 15 : 6 | Аустралија |  |

|  | Југославија | 11 : 10 | Мађарска |  |

|  | Куба | 7 : 7 | Шпанија |  |

|  | Сједињене Државе | 11 : 3 | Бугарска |  |

|  | Совјетски Савез | 7 : 5 | Мађарска |  |

|  | Југославија | 10 : 9 | Шпанија |  |

|  | Куба | 7 : 6 | Бугарска |  |

|  | Сједињене Државе | 9 : 5 | Аустралија |  |

|  | Совјетски Савез | 5 : 5 | Шпанија |  |

|  | Југославија | 15 : 4 | Бугарска |  |

|  | Куба | 9 : 7 | Аустралија |  |

|  | Сједињене Државе | 12 : 7 | Мађарска |  |

|  | Совјетски Савез | 6 : 5 | Сједињене Државе |  |

|  | Југославија | 11 : 6 | Куба |  |

|  | Шпанија | 13 : 7 | Бугарска |  |

|  | Мађарска | 12 : 7 | Аустралија |  |

|  | Совјетски Савез | 8 : 3 | Куба |  |

|  | Југославија | 7 : 7 | Сједињене Државе |  |

|  | Шпанија | 7 : 3 | Аустралија |  |

|  | Мађарска | 11 : 4 | Бугарска |  |

|  | Совјетски Савез | 10 : 6 | Југославија |  |

|  | Куба | 10 : 9 | Сједињене Државе |  |

|  | Шпанија | 6 : 11 | Мађарска |  |

|  | Аустралија | 15 : 8 | Бугарска |  |

| 2° место Југославија | Победник 2. Светског купа у ватерполу за мушкарце Совјетски Савез 1° титула | 3° место Куба |

## Табела
|   | Репрезентација   | ОУ | ПО | Н | И | ДГ | ПГ | ГР  | Бод |
| - | ---------------- | -- | -- | - | - | -- | -- | --- | --- |
| 1 | Совјетски Савез  | 7  | 6  | 1 | 0 | 66 | 34 | +31 | 13  |
| 2 | Југославија      | 7  | 5  | 1 | 1 | 66 | 50 | +16 | 11  |
| 3 | Куба             | 7  | 4  | 1 | 2 | 51 | 56 | -5  | 9   |
| 4 | Сједињене Државе | 7  | 3  | 2 | 2 | 57 | 42 | +15 | 8   |
| 5 | Шпанија          | 7  | 2  | 3 | 2 | 51 | 47 | +4  | 7   |
| 6 | Мађарска         | 7  | 3  | 0 | 4 | 64 | 56 | +8  | 6   |
| 7 | Аустралија       | 7  | 1  | 0 | 6 | 47 | 66 | -19 | 2   |
| 8 | Бугарска         | 7  | 0  | 0 | 7 | 37 | 87 | -50 | 0   |

- ОУ - одиграних утакмица, ПО - победа, Н - нерешених, И - изгубљених утакмица, ДГ - датих голова, ПГ - примљених голова, ГР - гол-разлика.

## Састави победничких екипа
| Злато  | Совјетски Савез | Ерлан Ајабергенов, Владимир Акимов, Михаил Георгадзе, Јевгениј Гришин, Михаил Иванов, Александер Кабанов, Сергеј Котенко, Нурлан Мандигалијев, Георги Мшвениерадзе, Сергеј Никифоров, Ергин Шагајев, Јевгениј Шаронов, Александер Трејтјаков | Селектор: |
| Сребро | Југославија     | | Селектор: |
| Бронза | Куба            | | Селектор: |